# Jiří Čelanský
Jiří Čelanský (* 3. května 1978 Havlíčkův Brod) je český lední hokejista a trenér tohoto sportu.

## Život
Lední hokej hrál na postu útočníka, avšak záhy svou sportovní kariéru ukončil a začal se věnovat trénování. Stal se asistentem Kamila Pokorného a spolu vedli BK Havlíčkův Brod. V roce 2005 se jim povedlo s týmem postoupit do první ligy. Poté následovala angažmá v Rusku, kde vedl celek Gazprom-OGU Orenburg, dále pak zpět v České republice trénoval hokejisty pražské Slavie, chomutovských Pirátů, v Benátkách nad Jizerou či na Kladně. Od 4. října 2017 vedl spolu s Miroslavem Buchalem celek Trhačů Kadaň. Na konci kalendářního roku, tedy ani ne po třech měsících, u mužstva skončil. Od května 2018 stojí na střídačce klubu ze svého rodného města.